# Салиштиоара (Хунедоара)
Салиштиоара (рум. Săliștioara) насеље је у Румунији у округу Хунедоара у општини Валишоара. Oпштина се налази на надморској висини од 288 m.

## Становништво
Према подацима из 2002. године у насељу је живело 240 становника, од којих су сви румунске националности.